# Ilivermiut
Ilivermiut [iliˈvɜmːiut] (nach alter Rechtschreibung Ilivermiut) ist eine wüst gefallene grönländische Siedlung im Distrikt Nanortalik in der Kommune Kujalleq.

## Lage
Ilivermiut liegt nur rund 800 m südwestlich von Ammassivik am Ostufer des Alluitsup Kangerlua.

## Geschichte
Ilivermiut wurde 1910 besiedelt. Im folgenden Jahr wurde der Wohnplatz Teil der Gemeinde Sydprøven.
1919 hatte der Wohnplatz bereits 79 Einwohner, die in 14 Wohnhäusern lebten, die als schlecht gebaut beschrieben wurden. Die Bewohner gehörten bis 1900 der Herrnhuter Brüdergemeine an. Unter den Einwohnern waren acht Jäger, sieben Fischer und ein Leser, aber die Kinder in Ilivermiut wurden in der Schule des nahegelegenen Ammassivik unterrichtet, das fußläufig innerhalb von 20 Minuten zu erreichen war.
1926 lebten über 100 Menschen in Ilivermiut. Im selben Jahr diskutierte man im Südgrönländischen Landesrat die Umsiedelung aller Bewohner nach Ammassivik. Der Ort hatte zwei Jahre zuvor eine neue Kirche und eine neue Schule bekommen, die auch von den Bewohnern von Ilivermiut genutzt werden sollte. Die geringe Entfernung wurde aber durch die Geografie erschwert, da ein steiler Bergrücken den Weg nach Ammassivik für Kinder und Alte unmöglich zu passieren machte. Von daher wünschten die Bewohner sich eine eigene Schule, was aber finanziell nicht zu stemmen gewesen wäre. Landsfoged Knud Oldendow begrüßte den Vorschlag einer Umsiedelung und trat in Kontakt mit dem Gemeinderat und den Bewohnern. Diese wünschten jedoch keine Umsiedelung, weil sie die sanitäre und wohnmäßigen Umstände in Ilivermiut für besser befanden als in Ammassivik. Zu diesem Zeitpunkt wollte man niemanden zum Umzug zwingen und ließ den Wohnplatz von daher bestehen, allerdings wurden keine Schule und kein Fischhaus in Ilivermiut errichtet, was dennoch zur Abwanderung führte, bis 1945 die letzten acht Bewohner den Ort verließen.